# José María Despujol y Dusay
José María de Despujol y Dusay (1812-1880) fue un político  y escritor español.

## Biografía
Habría nacido en 1812. Fue autor de numerosos artículos de administración diseminados en periódicos y revistas. Político y diputado a Cortes, obtuvo escaño al Congreso en las elecciones de 1857 y 1879 por los distritos de Vich y Tortosa, respectivamente. Falleció el 18 de enero de 1880 en Barcelona. Fue traductor al castellano del poema La Atlántida, de Jacinto Verdaguer.